# Monroyo
Monroyo è un comune spagnolo di 362 abitanti situato nella comunità autonoma dell'Aragona.
Appartiene, insieme ad altri comuni ubicati nella parte orientale della Regione, alla Frangia d'Aragona. La lingua più parlata in paese è, da sempre, una variante del catalano occidentale.